# Луиарьпынгъя
Луиарьпынгъя (устар. Луи-Арпын-Я) — река в Берёзовском районе Ханты-Мансийского автономного округа. Устье реки находится на 14-м км по левому берегу реки Камкаарпынъя. Длина реки составляет 15 км.

## Данные водного реестра
По данным государственного водного реестра России относится к Нижнеобскому бассейновому округу, водохозяйственный участок реки — Северная Сосьва, речной подбассейн реки — Северная Сосьва. Речной бассейн реки — (Нижняя) Обь от впадения Иртыша.